# Ulrich Koglin

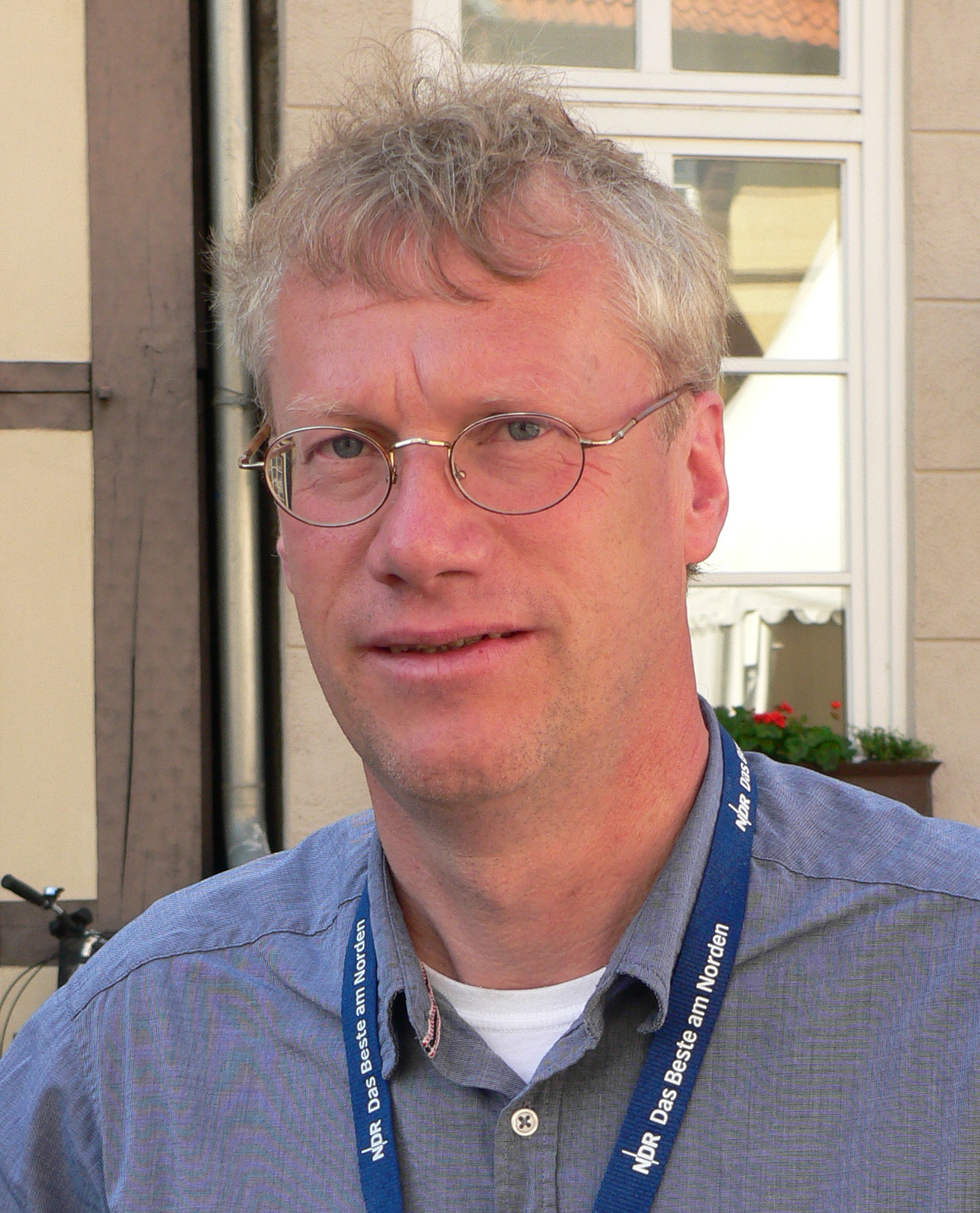
Ulrich Koglin, 2017

Ulrich Koglin (* 1963 in Ratzeburg) ist ein deutscher Journalist.

## Werdegang
Aufgewachsen ist Ulrich Koglin im schleswig-holsteinischen Ratzeburg, wo er die Lauenburgische Gelehrtenschule besuchte und dort der Film-AG angehörte sowie die Schülerzeitung gestaltete. Anfang der 1980er Jahre studierte er Volkswirtschaft. Während der Schul- und Studienzeit unternahm er mit dem Fahrrad ausgedehnte Reisen durch Norddeutschland und europäische Länder. Ebenso führten ihn Fahrradreisen im Kleinen Grenzverkehr oft nach Mecklenburg in die damalige DDR.
Seit 1987 ist Koglin freiberuflicher Fernsehjournalist. Er berichtet im Auftrag verschiedener Produktionsfirmen, ist aber hauptsächlich für die Wirtschaftsredaktion des NDR in Hamburg tätig. Er arbeitete lange Zeit für die Sendungen Markt und plusminus, für die er Berichte über landwirtschaftliche Themen und die wirtschaftliche Entwicklung in Mecklenburg-Vorpommern lieferte.
Die Freundschaft zum Filmemacher Achim Tacke führte 1998 zu einer Zusammenarbeit, bei der die beiden die Filme Biopark – Landwirtschaft mit Zukunft? und Eine Arche für das liebe Vieh realisierten. Außerdem drehten sie Dokumentationen und Reportagen in Kooperation mit dem NDR und Arte über die Folgen der Globalisierung für die Landwirtschaft in Europa. Gemeinsam mit Achim Tacke produziert Koglin seit 1998 die NDR-Serie Landpartie – Im Norden unterwegs mit Heike Götz.